# الاحتجاجات ضد التدخل العسكري في ليبيا عام 2011

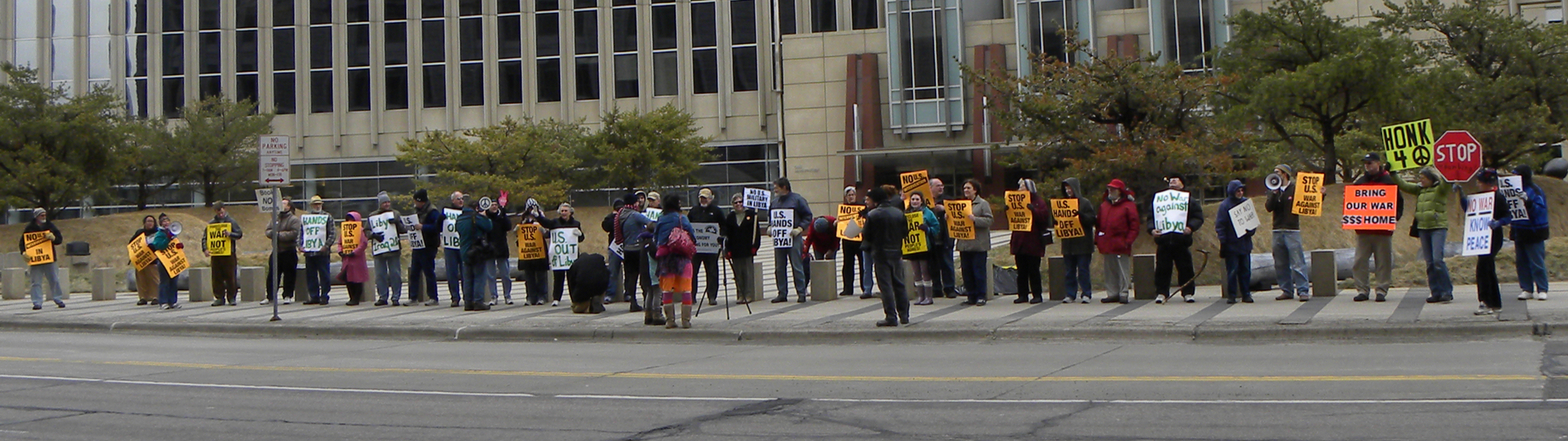
احتجاج في مينيابوليس، بمينيسوتا، في الولايات المتحدة في 21 مارس 2011 ضد التدخل العسكري الأمريكي في ليبيا.

اعتبارًا من 19 مارس 2011 وخلال التدخل العسكري لعام 2011 في ليبيا، تم تنظيم احتجاجات مناهضة للحرب ضد التدخل العسكري في ليبيا في عدة مدن حول العالم.

## مارس 2011

### البرازيل
وفقًا لمقال كتبه فابيولا أورتيز في 25 مارس في المجلة الإلكترونية Upside Down World، تم تنظيم احتجاجين صغيرين في البرازيل ضد قرار التدخل العسكري في ليبيا. وفي 18 مارس، أثناء زيارة باراك أوباما للبرازيل، تم تنظيم احتجاج شارك فيه حوالي 200 شخص من الحركات الاجتماعية وحزب العمال البرازيلي والحزب الشيوعي البرازيلي وحزب العمل الديمقراطي في ريو دي جانيرو. كانت المظاهرة سلمية حتى وصلت إلى القنصلية الأمريكية، عندما تم إلقاء قنبلتين حارقتين (مما أدى إلى إصابة حارس أمن المبنى). ردت الشرطة العسكرية بإطلاق الرصاص المطاطي على التجمع، مما أدى إلى إصابة مراسل راديو سي بي إن. تم اعتقال 14 متظاهرًا.

### تشيلي
ردًا على التدخل العسكري الأمريكي في ليبيا، نظمت مظاهرة في العاصمة التشيلية سانتياغو في 20 مارس احتجاجًا على زيارة باراك أوباما. شاركت في المظاهرة الأحزاب السياسية اليسارية والأساتذة والطلاب ونشطاء حقوق الإنسان وغيرهم من التشيليين.

### ألمانيا
في 20 مارس، تظاهر ما بين 70 و80 شخصًا (أعضاء الجماعات الألمانية الشيوعية أو الأناركية والمهاجرون) في هامبورغ ضد الهجوم على ليبيا تحت شعار «نعم للثورة، لا للتدخل». التقى ما يقرب من 200 شخص في 21 مارس في وسط مدينة دويسبورغ، استدعتهم عدة مجموعات يسارية احتجاجًا على الحرب في ليبيا وضد الطاقة النووية. التقى خمسون متظاهرًا في توبينغن في 23 مارس، مطالبين بإنهاء الغارات الجوية في ليبيا.

### اليونان
في 20 مارس، احتج حوالي 5000 من أنصار الحزب الشيوعي اليوناني - غالبهم من طلاب المدارس الثانوية والجامعات خارج مبنى البرلمان في وسط أثينا ضد دعم الحكومة للتدخل بقيادة حلف شمال الأطلسي في ليبيا. لقد حملوا لافتات مناهضة للحكومة كتب عليها«الإمبرياليون خارج ليبيا»، و«الولايات المتحدة والاتحاد الأوروبي وحلف شمال الأطلسي يقتلون الناس»، ورددوا شعارات مناهضة للتدخل وأحرقوا علم الاتحاد الأوروبي.
في 20 مارس، تم تنظيم احتجاج مماثل في جزيرة كريت، حيث سار الشيوعيون إلى قاعدة خليج سودا البحرية التي قدمت القيادة والدعم اللوجستي للتدخل بقيادة حلف شمال الأطلسي. طالب المحتجون بإغلاق قاعدة حلف شمال الأطلسي.

### الهند
في 27 مارس نظم مئات المتظاهرين المسلمين، بقيادة جمعية أبا صالح، مسيرة احتجاجية في لكناو. بدأ الرالي في درّة حضرة عباس وانتهى في روزا قزمين. خاطب المتحدث مولانا أمير حيدر الحشد، مستنكرًا العمل العسكري الذي قادته الولايات المتحدة في ليبيا وتدخل السعودية في البحرين. ردد المتظاهرون شعارات ضد القوات العسكرية بقيادة الولايات المتحدة ووصفوها بأنها «قاتلة الأبرياء».

### إيطاليا
في 26 مارس، نظم الليبيون الذين يعيشون في روما مظاهرة في ساحة الجمهورية في وسط روما للاحتجاج على التدخل العسكري. حمل المتظاهرون لافتات ورفعوا علم الجماهيرية العربية الليبية الشعبية الاشتراكية العظمى ورددوا شعارات وعرضوا صور معمر القذافي.

### مالي
في 25 مارس، تظاهر آلاف الماليين في باماكو (عاصمة مالي) للاحتجاج على العملية العسكرية التي يقودها حلف شمال الأطلسي في ليبيا. سار الحشد أولًا إلى السفارة الفرنسية ثم إلى سفارة الولايات المتحدة. هتف المتظاهرون «يسقط ساركوزي! يسقط أوباما!» لقد أوقفت المظاهرة التي نظمتها الجماعات الإسلامية في الأمة حركة المرور في وسط مدينة باماكو.

### نيكاراغوا
من 19 مارس إلى 24 مارس، تم تنظيم ثلاث مظاهرات في نيكاراغوا للاحتجاج على التدخل العسكري. في مظاهرة 24 مارس (الثالثة منذ بدء العملية العسكرية في ليبيا) تظاهر المئات من أنصار الرئيس دانييل أورتيغا في عاصمة نيكاراغوا في ماناغوا. انطلقت المسيرة التي نظمها أتباع أورتيغا وأطلقوا عليها «لجنة التضامن النيكاراغوية مع ليبيا» من سفارة ليبيا وانتهت خارج مقر برنامج الأمم المتحدة الإنمائي. وصف قادة المظاهرة التدخل العسكري بأنه «عدوان عسكري إمبريالي مدعوم من الأمم المتحدة». وهتف المتظاهرون «لا للحرب» و«نعم للسلام» وعرضوا لافتات عليها صور للقذافي ورددوا هتافات مؤيدة للقذافي وهاجموا الولايات المتحدة.

### الفلبين
في 20 مارس، تم تنظيم احتجاج مناهض للحرب ضد تدخل تم تحسين الترجمة في ليبيا في مانيلا، عاصمة الفلبين، حيث أحرق المتظاهرون نسخة طبق الأصل من علم الولايات المتحدة. في 21 مارس، أفاد اتحاد الأخبار الآسيوية الكاثوليكية بأن منظمات السلام في الفلبين انضمت إلى المتظاهرين الإسلامويين لإدانة الضربات الجوية التي تدعمها الأمم المتحدة في ليبيا. قالت جولي ليس، المتحدثة باسم حركة بانغسامورو المسلمة للتضامن الوطني، إن «هذا العدوان العسكري الوقح ينم عن إزدواجية المعايير التي تستخدمها الأمم المتحدة». وصف الحزب السياسي اليساري بيان منى الضربات الجوية بأنها «عمل وحشي من التدخل المسلح ضد دولة ذات سيادة».
في 25 مارس، اعترض مسلمو الفلبين على العملية العسكرية بعد صلاة الجمعة في مسجد في مانيلا. عرض المتظاهرون المناهضون للحرب لافتات مؤيدة لليبيا كتب عليها «نداء إلى الولايات المتحدة لإنقاذ البشرية، أوقفوا قصف ليبيا».

### روسيا
تظاهرت مجموعتا الشباب الروسية ناشي وستال خارج سفارات عدة دول غربية للاحتجاج على التدخل العسكري في ليبيا. اعتصمت المجموعات أمام السفارات البريطانية والفرنسية والأمريكية وبعثة حلف شمال الأطلسي في موسكو. لقد وصف أوليغ سوكولوف، زعيم ستال، التدخل الغربي بأنه «مذبحة» وقال «من الواضح أن نية الغرب الحقيقية ليست إحلال الديمقراطية في ليبيا».
ذكرت وكالة إنترفاكس أن مولودايا غوارديا (الحرس الشاب لروسيا المتحدة)، وهي مجموعة شبابية مؤيدة للكرملين وجناح الشباب التابع لحزب روسيا الموحدة، خططت لاعتصام أمام سفارات الولايات المتحدة وكندا وبلجيكا والمملكة المتحدة وإيطاليا وفرنسا في 23 مارس. شارك نشطاء مولودايا غوارديا في حفل وضع الزهور أمام السفارة الليبية في موسكو لإحياء ذكرى ضحايا هجوم حلف شمال الأطلسي في ليبيا.

### صربيا

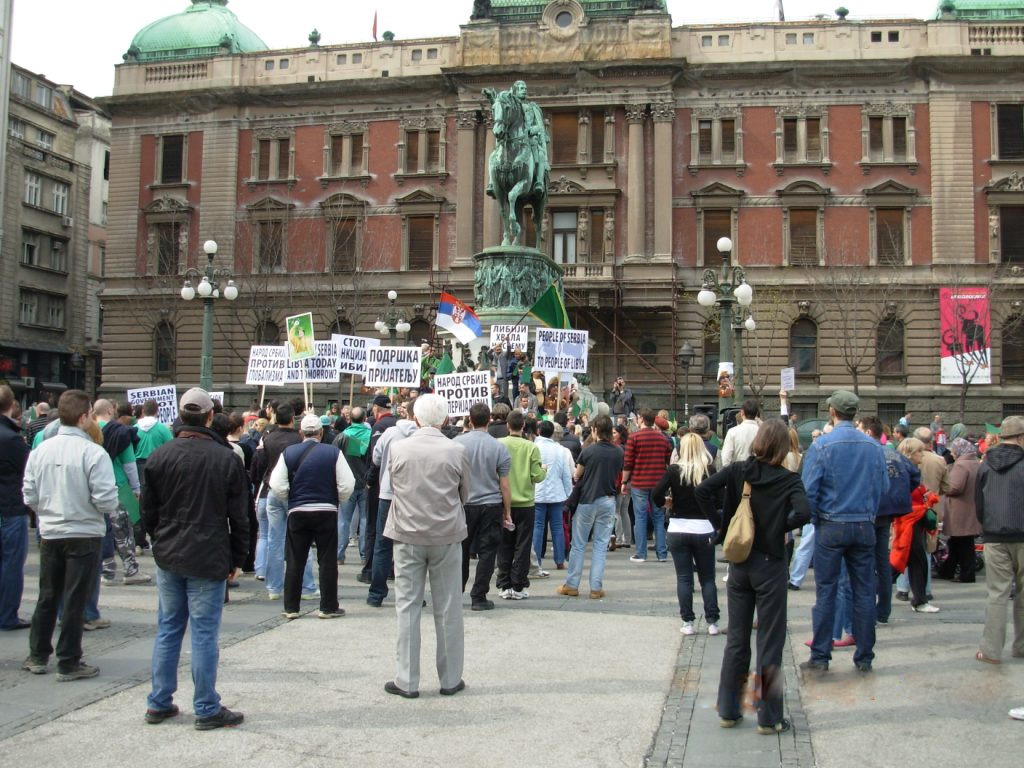
احتجاج في بلغراد في 26 مارس 2011 ضد التدخل العسكري في ليبيا.

في 20 مارس، تم تنظيم احتجاج ضد التدخل في العاصمة الصربية بلغراد، حيث حمل المتظاهرون صورًا لمعمر القذافي وجوزيف بروز تيتو. وفي 26 مارس، نُظمت احتجاجات ثانية ضد التدخل في وسط بلغراد في ساحة الجمهورية من قبل طلاب ليبيين يدرسون في صربيا ومنظمة صداقة ليبية صربية. حمل المتظاهرون علم ليبيا وصور القذافي.
في 27 مارس، تم تنظيم احتجاج ثالث ضد التدخل في بلغراد. تظاهر حوالي 200 شخص، بينهم طلاب ليبيون ومغتربون، في متنزه مانجيك. ردد المتظاهرون هتافات («دعم صربيا» و«صديق حقيقي لصربيا وليبيا» و«ليبيا وصربيا» و«قتلة حلف شمال الأطلسي») وعرضوا صورًا للقذافي وحملوا لافتات تعارض حلف شمال الأطلسي.

### إسبانيا
في 20 مارس، تظاهر 400 شخص في برشلونة ضد تدخل حلف شمال الأطلسي مؤكدين «دعم الشعب الليبي من دون حلف شمال الأطلسي أو القذافي» و«لا مزيد من الدم مقابل النفط». يعتقد أحد منظمي الاحتجاج، بير أورتيغا، أن التدخل العسكري سيجعل موقف القذافي أقوى. حمل المتظاهرون لافتات كتب عليها «لا استبداد ولا احتلال. التضامن مع الشعب في النضال».
في 24 مارس، تظاهر عشرات الأشخاص في مرسية تحت شعار «العراق أمس، ليبيا اليوم. لا للإمبريالية الإنسانية»، وحضوا على إنهاء تدخل الحلفاء وقمع القذافي. هتف المتظاهرون «لا مزيد من الدم مقابل النفط» و«أوقفوا الحرب». كانت هناك مظاهرة أخرى مناهضة للحرب في خيخون، نظمتها «لجنة التضامن مع القضية العربية».
في 26 مارس، احتشد الآلاف في العاصمة الإسبانية مدريد. كما نَظمت المسيرة مجموعات حقوقية ومنظمات اجتماعية أخرى تحت شعار «من أجل تحرير الشعوب العربية: لا ديكتاتوريون ولا إمبرياليون». في نفس اليوم، نظمت مظاهرة مناهضة للحرب دعت الحكومات إلى وقف الهجوم الجوي على ليبيا أمام قاعدة روتا البحرية.

### سيريلانكا
أعربت النقابات العمالية في سريلانكا من مختلف أطيافها السياسية عن معارضتها للتدخل العسكري في ليبيا. وفي 21 مارس، قال الزعيم النقابي السريلانكي وحاكم المقاطعة الغربية علوي مولانا في مؤتمر صحفي في كولمبو إن النقابات العمالية السريلانكية ستنظم احتجاجات في أكبر مدينة في البلاد تطالب الولايات المتحدة والدول الغربية بوقف التدخل العسكري. وقال إن المنظمات المناهضة للإمبريالية في سريلانكا ستنظم حملة احتجاج أولية ضد التدخل العسكري بقيادة الولايات المتحدة في المسجد الكبير في كولمبو يوم 25 مارس.
في 24 مارس، نظمت الاحتجاجات ضد الهجمات الجوية التي يقودها حلف شمال الأطلسي من قبل الأحزاب السياسية المتحالفة مع رئيس سريلانكا ماهيندا راجاباكشا. شارك في المظاهرات قرابة 500 من أنصار حزب جاتثيكا بيرامونا. كما ردد المتظاهرون هتافات معادية للغرب وشعارات ضد الأمين العام للأمم المتحدة بان كي مون ولوحوا باللافتات وأحرقوا إطارات خارج مكتب الأمم المتحدة في كولمبو. وبحسب مراسل بي بي سي في سريلانكا إلمو فرناندو، ردد المتظاهرون هتافات تحث بان كي مون على ترك منصبه و«العودة إلى الوطن» ووصفوا التدخل العسكري في ليبيا بأنه جرائم حرب. قال زعيم الجبهة الوطنية للحرية والنائب ويمال ويراوانسا (الذي نظم حزبه الاحتجاج)، «نحن ضد السلوك المتحيز للأمم المتحدة بشأن ليبيا لصالح الولايات المتحدة وبريطانيا. يجب على الشعب الليبي أن يقرر كيفية حل مشاكله الداخلية». شوهدت في المظاهرة لافتات كتب عليها «ندين قتل المدنيين الأبرياء في ليبيا» و«بانكي مون يذهب للجحيم». قام المتظاهرون بإحراق وضرب دمية الرئيس الأمريكي باراك أوباما. وصف بعض المتظاهرين باراك أوباما بأنه «قاتل».
في 25 مارس، تظاهر مئات من مسلمي سريلانكا في كولمبو. سار المتظاهرون من مسجد جمعة]] في كوللوبيتيا إلى سفارة الولايات المتحدة على طريق جالي في كولمبو. رفع المتظاهرون لافتات مؤيدة لمعمر القذافي وأحرقوا تماثيل لباراك أوباما.

### تركيا
تظاهر حوالي 100 شخص - معظمهم أعضاء في حزب العمال - في 20 مارس خارج القنصلية العامة الفرنسية في إسطنبول ضد فرنسا والولايات المتحدة ودول غربية أخرى. ورددوا هتافات مثل «اخرجوا من ليبيا» و«الشعب الليبي ليس وحده». في 21 مارس، احتج أعضاء من حزب سياسي تركي يساري أمام السفارة الفرنسية في العاصمة التركية أنقرة. رفع المتظاهرون لافتة كتب عليها «فرنسا القاتلة، اخرجي من ليبيا!».

### المملكة المتحدة
في 20 مارس، تظاهر المتظاهرون المناهضون للحرب في داوننغ ستريت بلندن، ملوحين بلافتات كتب عليها «لم تتعلموا دروس حرب العراق وأفغانستان». شملت المجموعات المنظمة للاحتجاج حملة نزع السلاح النووي وائتلاف أوقفوا الحرب. شارك عضو البرلمان عن حزب العمال جيرمي كوربين ونائب رئيس ائتلاف أوقفوا الحرب جورج غالوي في الاحتجاج. وفقًا لكوربين، «هذه الحرب تدور حول النفط والسيطرة ورسالة إلى بقية العالم والمنطقة أننا نستطيع القيام بذلك إذا أردنا ذلك». وصفت كيت هدسون، رئيسة المجلس الوطني للدفاع عن النفس، التدخل العسكري بأنه «مستهجن تمامًا»، ووصف غالوي التدخل بأنه «صنع حرب إمبريالية». عارض المتظاهرون المناهضون للقذافي بدورهم من يعارضون التدخل. في 21 مارس، تظاهر حوالي 150 شخصًا في لندن لدعم القذافي واحتجاجًا على تدخل المملكة المتحدة في ليبيا.

### الولايات المتحدة الأمريكية

#### 19 مارس
في 19 مارس، تحولت مظاهرة في ميدان التايمز بنيويورك كانت من المفترض أصلًا للاحتجاج على حرب العراق، إلى احتجاج على التدخل العسكري في ليبيا. انضم النائب الأمريكي تشارلز بي. رانجيل إلى المحتجين، معربًا عن غضبه من حقيقة عدم استشارة الكونغرس قبل الضربات العسكرية. حضر المظاهرة ما يقرب من 80 شخصًا.
أفاد إريك رودر وسام بيرنشتاين من موقع SocialistWorker.org، الذي نشرته المنظمة الاشتراكية الدولية، أن المتظاهرين المناهضين للحرب في سياتل الذين تجمعوا للاحتجاج على حرب العراق في 19 مارس، أظهروا لافتات كتب عليها «الولايات المتحدة / الأمم المتحدة / حلف شمال الأطلسي - ارفعوا أيديكم عن ليبيا!». في 19 مارس، نظمت المجموعة المناهضة للحرب، تحالف الإجابة لوقف الحرب وإنهاء العنصرية (ANSWER)، احتجاجًا في بوسطن، زاعمةً أن الولايات المتحدة والأمم المتحدة هاجمتا ليبيا من أجل النفط.
تظاهر مئات الأشخاص في شارع ميشيغان في شيكاغو يوم 19 مارس. وزع المتظاهرون منشورات مناهضة للحرب وهتفوا «نحن بحاجة إلى المال من أجل الوظائف وليس الحرب. نحن بحاجة إلى المال للمدارس وليس الحرب. نحن بحاجة إلى المال للرعاية الصحية، وليس الحرب». أدان العديد من المتحدثين في الاحتجاج (الذي أقيم في الأصل بمناسبة الذكرى الثامنة لحرب العراق) العمل العسكري ضد ليبيا. وردد المتظاهرون هتافات «لا الأمم المتحدة ولا القذافي، ليحكم الشعب بنغازي!».
أوردت جريدة عمال العالم التي ينشرها حزب عمال العالم الماركسي اللينيني تظاهر 1500 من المحتجين في حديقة لافاييت في واشنطن العاصمة في 19 مارس مطالبين بإنهاء العملية العسكرية في ليبيا والحرب في العراق وأفغانستان. تمثل الاحتجاجات في سان فرانسيسكو اليوم الأول للضربة الجوية بقيادة الولايات المتحدة في ليبيا والذكرى الثامنة لحرب العراق. وفقًا لصحيفة عمال العالم، تظاهر مئات المتظاهرين في سانت بول بمينيسوتا، وهم يهتفون «لا توسعوا الحروب ضد ليبيا!».
كشف مؤتمر لتحالف الإجابة تقارير خاطئة منهجية في وسائل الإعلام التابعة لحلف شمال الأطلسي عن نشاط المتمردين وقصف حلف شمال الأطلسي لليبيا من مجموعات التحقيق في ليبيا.

#### 20 مارس
أفادت منظمة عمال العالم أن الآلاف من المتظاهرين المناهضين للحرب، بقيادة منظمة ANSWER، تظاهروا في لوس أنجلوس في 20 مارس. وبحسب المنظمة، من الواضح أن ليبيا كانت في أذهان الجميع هناك وأن أنباء الهجوم الإجرامي جعلت المظاهرة تنفجر".

#### 21 مارس

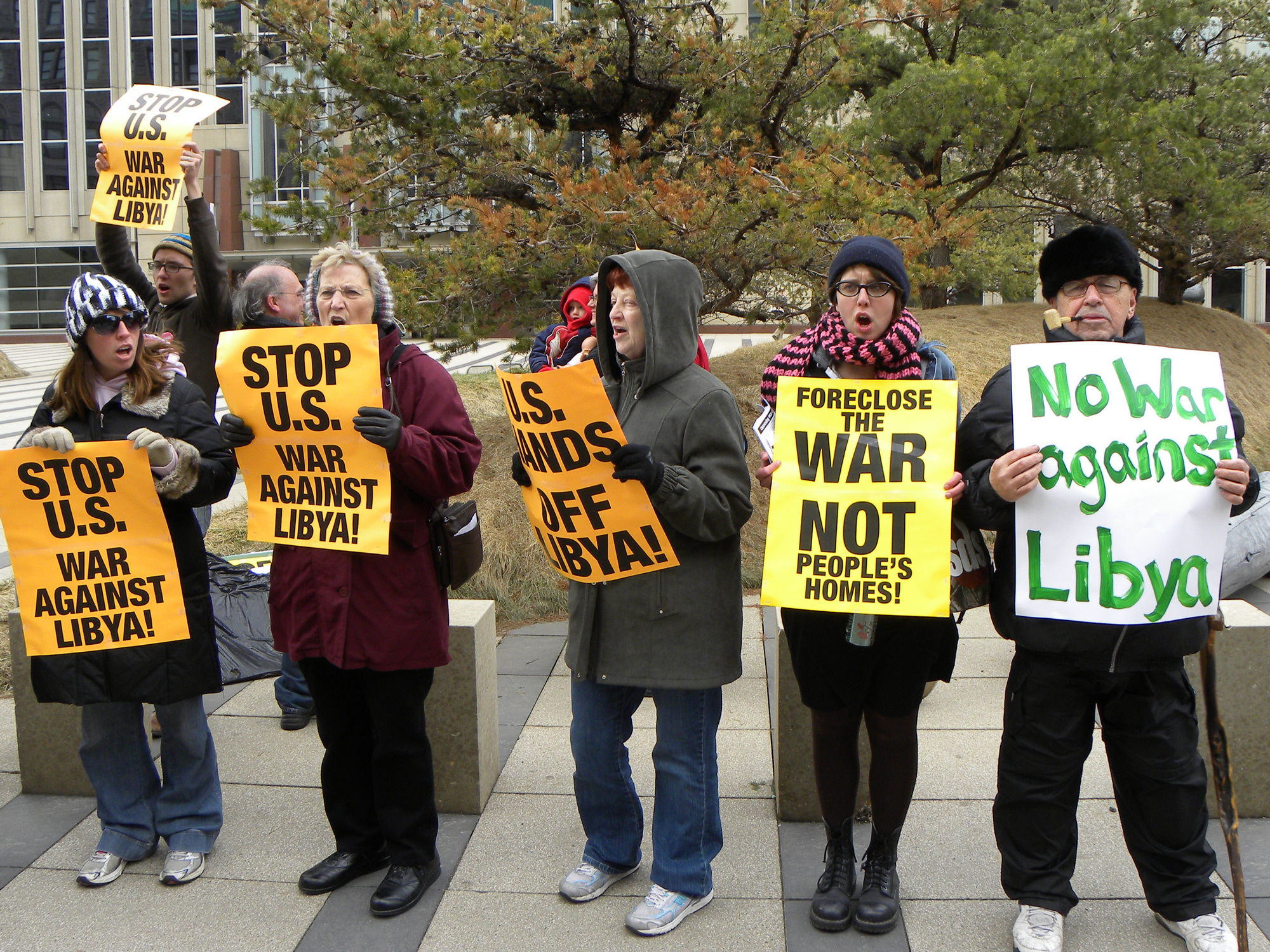
المتظاهرون في مينيابوليس يحملون لافتات في 21 مارس 2011 للاحتجاج على عملية فجر أوديسة

في 21 مارس، تم تنظيم احتجاج مناهض للحرب في مينيابوليس. تظاهر ما يقرب من 75 عضوًا من مجموعة مناهضة الحرب المحلية، لجنة مناهضة الحرب، خارج المبنى الفيدرالي في وسط مدينة مينيابوليس. كما عقد احتجاج من قبل داستن كروتسنجر نظمه الطلاب في جامعة آيوا في مدينة آيوا. شوهدت لافتة كتب عليها «أوباما لا تغيير من بوش» في المظاهرة. وفي ممفيس بولاية تينيسي، نُظم احتجاج مناهض للحرب شوهدت فيه لافتة كتب عليها «بدلًا من الحرب استثمر في الناس».
أفادت صحيفةعمال العالم أن مركز العمل الدولي نظم مظاهرة في وست وود في مبنى لوس أنجلوس الفيدرالي في 20 مارس للمطالبة بإنهاء الهجمات الأمريكية والفرنسية والبريطانية على ليبيا. وفقًا لعمال العالم، شارك أيضًا في المظاهرة أعضاء BAYAN -USA، و All African Peoples-the Revolution Party-GC، وUnión del Barrio، وAnti-Racist Action (ARA).
في فيلادلفيا، نُظم احتجاجٌ ضد الحرب في 21 مارس حيث تجمع المتظاهرون خارج قاعة مدينة فيلادلفيا منددين بالتدخل العسكري للولايات المتحدة والناتو في ليبيا. رفع المتظاهرون لافتات كتب عليها «ليست حربًا أمريكية أخرى من أجل النفط» و«اوقفوا الهجمات الأمريكية على الشعوب العربية والأفريقية». ذكرت «عمال العالم» أن الاحتجاج حظي بتأييد مجتمع برانديواين للسلام ومركز العمل الدولي. ووفقًا للمنظمة، فقد نظم مركز العمل الدولي خط اعتصام يوم 21 مارس في ساحة تايمز سكوير في مدينة نيويورك للاحتجاج على الهجوم الجوي لقوات التحالف في ليبيا.

#### 23 مارس
وفقًا لصحيفة لايبارايشن، وهي صحيفة ينشرها حزب الاشتراكية والتحرير الماركسي اللينيني، فقد نُظمت احتجاجات في أوستن بولاية تكساس وخارج المبنى الفيدرالي الجديد في سان فرانسيسكو. وفي احتجاج سان فرانسيسكو، كان من بين المتحدثين هنري كلارك من تحالف West County Toxics (الذي ادعى أن الولايات المتحدة هاجمت ليبيا لاحتياطياتها النفطية)، وهو أحد قدامى المحاربين في حرب العراق، وممثل كود بينك، ريتشارد بيكر من منظمة ANSWER، وساول كانويتز من حزب الاشتراكية والتحرير. هتف المتظاهرون «المساعدات الانسانية كذبة، القنابل تسقط والناس يموتون!»

#### 26 مارس
في 26 مارس، نظمت ANSWER مظاهرة مناهضة للحرب خارج البيت الأبيض في واشنطن العاصمة. حمل المتظاهرون لافتات كتب عليها " دولار للوظائف والمدارس، وليس الحرب على ليبيا" و"أوقفوا الحرب الأمريكية الفرنسية والبريطانية على ليبيا". قال بريان بيكر (المدير الوطني لـANSWER) إن "الولايات المتحدة ليس لها الحق في قصف ليبيا. ليس لها الحق في التظاهر بأنها نصيرة للحرية والديمقراطية. ليبيا وحدها هي التي تحدد مصيرها". ووفقًا لصحيفة لايبارايشن التابعة لحزب الاشتراكية والتحرير، فقد حضر المظاهرة نشطاء من مدن في جميع أنحاء البلاد ومنظمات تقدمية مثل جبهة فارابوندو مارتي للتحرير الوطني. هتف المتظاهرون في المظاهرة حرب ليبيا .. نقول لا! يجب أن يذهب التدخل الأمريكي!".

## أبريل 2011

### أستراليا
خرجت مظاهرة خارج القنصلية الأمريكية في سيدني احتجاجًا على مشاركة الحكومة الأسترالية في العملية العسكرية في ليبيا. انتقد المتظاهرون قرار مجلس الأمن التابع للأمم المتحدة رقم 1973، قائلين إن الديمقراطية الحقيقية لا يمكن تنفيذها من الخارج ودعوا إلى إنهاء الهجوم على ليبيا. الصحفي وصانع الأفلام جون بيلجر خاطب الحشد.

### غانا
في 5 أبريل نظمت مجموعة تسمى أصدقاء ضد القوات الغربية في ليبيا مظاهرة في أكرا، عاصمة غانا، احتجاجًا على التدخل الغربي في ليبيا. وصف المتظاهرون العمل العسكري الغربي في ليبيا بأنه محاولة لاستعمار البلاد واعتداء على الإسلام. بدأ المتظاهرون (الذين احتشدوا في بعض الشوارع الرئيسية في أكرا) المسيرة من كاوكودي عبر جسر كاندا إلى السفارة الفرنسية. حمل المتظاهرون لافتات وصرخوا «الموت للغرب». الحاج رحمن، أحد الشخصيات البارزة في الجماعة، قدم التماسًا إلى السفارة الفرنسية يدعو فيه إلى وقف فوري للقصف الغربي في ليبيا.

### الهند
نظم الطلاب الليبيون وغيرهم مظاهرة يوم 4 أبريل في مدينة الله أباد. ادعى المتظاهرون أن قوات حلف شمال الأطلسي كانت تقتل المدنيين في ليبيا، وأن دولًا أجنبية استهدفت البلاد بسبب نفطها.
في 3 أبريل، شارك مئات المسلمين (بدعوة من الإمام الجمعة ورجل الدين الشيعي مولانا كلبه جواد) في مسيرة احتجاجية في لكناو ضد تدخل حلف شمال الأطلسي في ليبيا وتدخل المملكة العربية السعودية في البحرين. ندد إمام مسجد والي بلاط مولانا فضل الرحمن وايزي بالعمل الأمريكي في ليبيا، ودعا إلى انسحاب فوري لقوات حلف شمال الأطلسي.

### إيطاليا
في 2 أبريل تظاهرت الجمعيات والأحزاب السياسية ومئات من دعاة السلام في ساحة نافونا في روما للاحتجاج على تدخل حلف شمال الأطلسي. اقتبس المتظاهرون كلام نيلسون مانديلا، وبرتولت بريشت، وألبرت أينشتاين، عرضوا لافتة كتب عليها «الحروب الإنسانية لا وجود لها»، ولوحوا بأعلام مناهضة للحرب بألوان قوس قزح. ومن بين منظمي المظاهرة الاحتجاجية منظمة الطوارئ غير الحكومية، وهي منظمة غير حكومية أسسها جينو سترادا. حضر العرض موسيقيون مثل أندريا ريفرز وأسالتي فرونتالي وفرانكي هاي-إن آر جي إم سي.

### صربيا
في 9 أبريل، نظم الحزب الراديكالي الصربي اجتماعًا في بلغراد للاحتجاج على تدخل حلف شمال الأطلسي في ليبيا. في الاجتماع، تمت قراءة رسالة من زعيم الحزب فويسلاف شيشيلي.

### إسبانيا
في 3 أبريل، تظاهر حوالي 1500 شخص من 30 منظمة اجتماعية وحزبًا سياسيًا في شوارع إشبيلية ضد الحرب في ليبيا. قرأ المتظاهرون بيانًا بعنوان "لا للحرب. ليس باسمنا. التضامن مع الشعوب "التي حيت" حشد الشعوب العربية والشمالية الأفريقية من أجل الحقوق الاجتماعية والحريات الديمقراطية"، وقد أدانوا "القمع العنيف من قبل الحكومات للتظاهرات السلمية" وانتقدوا الشركات الإعلامية بسبب "الاستخدام المتعمد المطلق للمعلومات" فيما يتعلق بالصراع الليبي، وإخراج الأمور من سياقها والتلاعب بالحقائق دون خجل، بهدف فرض رؤية مشوهة في الغرب عن ذلك البلد، وترك الأسس الأيديولوجية مهيأةً جيدًا لتبرير التدخل". كما أدانوا مشاركة إسبانيا في الحرب وانتقدوا المعايير المزدوجة للدول التي هاجمت ليبيا (ظاهريًا للدفاع عن حقوق الإنسان لليبيين) عندما "لم تدعم أبدًا الدفاع عن حقوق الإنسان للشعوب المعرضة للإبادة الجماعية المعترف بها. من قبل الأمم المتحدة، كأمثلة واضحة للشعبين الصحراوي والفلسطيني".
في 9 أبريل، تظاهر أكثر من 200 شخص في مدريد ضد الحرب في ليبيا تحت شعار «لا للحرب الإمبريالية. من أجل سيادة الشعوب. لا للناتو، أخرجوا القواعد»، مطالبين الحكومة بسحب القوات الإسبانية من عملية فجر الأوديسة، مرددين هتافات «الإمبريالية إرهاب» و«زاباتيرو القاتل» و «حلف شمال الأطلسي لا، ليبيا نعم». نُظمت مظاهرة أخرى في بالما دي مايوركا نظمتها حركات اجتماعية محلية.

### الولايات المتحدة الأمريكية

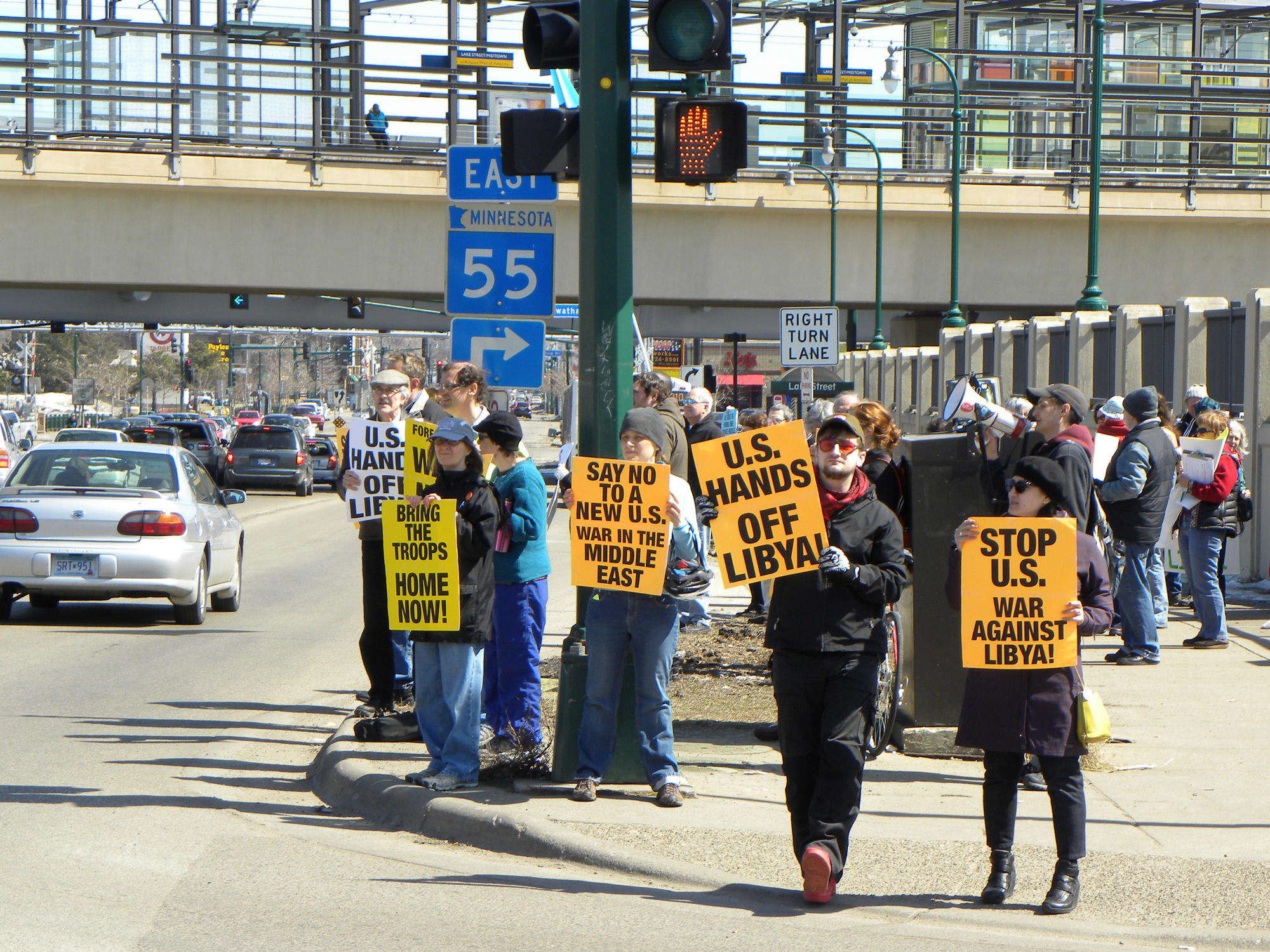
احتجاج مينيسوتا في 2 أبريل 2011 ضد التدخل العسكري الأمريكي في ليبيا

في 2 أبريل، تم تنظيم احتجاج في مينيابوليس من قبل لجنة مناهضة الحرب، ولجنة الطوارئ لوقف الحرب الأمريكية في ليبيا، وعائلات العسكريين يتحدثون، وطلاب من أجل مجتمع ديمقراطي، وحملة المدن التوأم للسلام، وقدامى المحاربين من أجل السلام، ومنظمة نساء ضد الجنون العسكري ومنظمات أخرى حضرها أكثر من 50 متظاهرًا. ردد المتظاهرون هتافات مناهضة للحرب ورفعوا لافتات كتب عليها «ارفعوا أيديكم عن ليبيا» و«امنعوا الحرب لا بيوت الناس» و«قل لا للحرب الأمريكية على ليبيا». وقال بيان صادر عن المنظمين «بعد ثماني سنوات من بدء الحرب في العراق، شنت الولايات المتحدة حربا جديدة في الشرق الأوسط، وهذه المرة ضد ليبيا. هذا ليس» تدخلًا إنسانيًا«. هذه حرب تشن في محاولة للسيطرة على موارد المنطقة النفطية». قالت ميريديث أبي من لجنة مناهضة الحرب للحشد: «لا يحق لأوباما أن يقرر للشعب الليبي من هو زعيمهم أو ماذا يفعلون بنفطهم. هذه الأسئلة للشعب الليبي للإجابة عليها وحده».

## يوليو 2011

### ليبيا
لمدة ثلاثة أيام قبل 18 يوليو 2011، تم عقد عدد من المسيرات في أجزاء مختلفة من البلاد، كل منها استقطب حشودًا تصل إلى 10 آلاف لدعم القذافي.

## أغسطس 2011

### ليبيا
- في 15 أغسطس 2011، نظمت مسيرة في طرابلس لإظهار الدعم للقذافي.[88]